# Alyssum stipitatum
Alyssum stipitatum là một loài thực vật có hoa trong họ Cải. Loài này được Kavousi & T.R.Dudley mô tả khoa học đầu tiên năm 2001.